# Platymetopius catenatus
Platymetopius catenatus är en insektsart som beskrevs av Dlabola 1981. Platymetopius catenatus ingår i släktet Platymetopius och familjen dvärgstritar. Inga underarter finns listade i Catalogue of Life.